# Harald Nævdal
Harald Nævdal pseudonim Demonaz (ur. 6 lipca 1970), znany również jako Demonaz Doom Occulta – norweski muzyk, kompozytor, autor tekstów i instrumentalista, gitarzysta. Nævdal znany jest przede wszystkim jako były gitarzysta i współzałożyciel blackmetalowej grupy muzycznej Immortal, dla której obecnie pisze teksty oraz jest jej menedżerem, pozostając jednak nadal jej oficjalnym członkiem. Demonaz jest również autorem tekstów i menedżerem supergrupy I. Przyczyną porzucenia gry na gitarze w zespole był uraz ścięgien spowodowany bardzo szybką grą muzyka bez uprzedniej "rozgrzewki".
Od roku 2007 śpiewa i pisze teksty w założonym przez siebie zespole, który sygnuje własnym pseudonimem. Wraz z nim grupę Demonaz współtworzą Armagedda, także znany z Immortal oraz Ice Dale, gitarzysta grupy Enslaved.

## Dyskografia
Immortal
- Diabolical Fullmoon Mysticism (1992)
- Pure Holocaust (1993)
- Battles in the North (1995)
- Blizzard Beasts (1997)
- At the Heart of Winter (1999)
- Damned in Black (2000)
- Sons of Northern Darkness (2002)
- All Shall Fall (2009)

I
- Between Two Worlds (2006)

Demonaz
- March of the Norse (2011)

## Filmografia
- 666 – At Calling Death (1993, film dokumentalny, reżyseria: Matt Vain)